# Canard
Pour les articles homonymes, voir Canard (homonymie).
Pour les articles ayant des titres homophones, voir Cannard.
Taxons concernés
- Surtout dans la sous-famille des Anatinae
- Quelques espèces de Tadorninae
- Les Dendrocygninaemodifier

« Canard » est un terme générique qui désigne des oiseaux aquatiques ansériformes, au cou court, au large bec jaune aplati, aux très courtes pattes palmées et aux longues ailes pointues, domestiqués ou non,,.
Ils font pour la plupart partie de la famille des Anatidés. Ce mot désigne des espèces qui ne portent pas nécessairement un nom vernaculaire contenant le terme canard. En effet, certaines espèces qualifiées de canards sont désignées par des noms vernaculaires comportant des termes comme dendrocygnes, sarcelles, tadornes ou brassemers. Le canard sauvage est un oiseau migrateur. C'est du Canard colvert que sont issues de nombreuses races de canards domestiques.

## Dénominations et étymologie

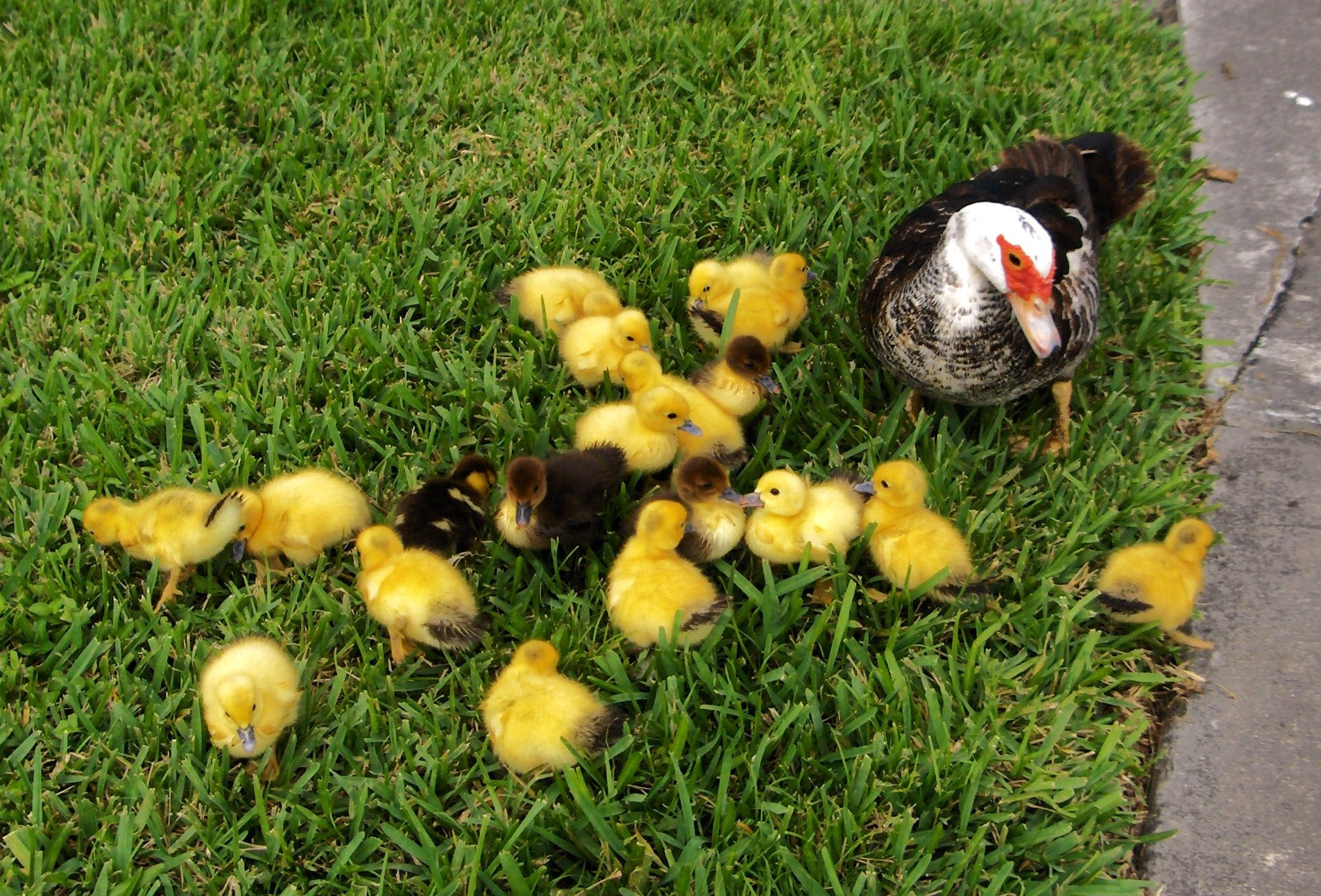
Canard de Barbarie, cane et ses 19 canetons.

L'origine du terme canard n'est pas connue. Une orthographe connue du XIIIe siècle donne quanart. Il est probable que ce terme dérive d'une onomatopée, comme caqueter. Ce terme est aussi générique ; les espèces appelées « canard » peuvent être plus spécifiquement appelées pilet, sarcelle, tadorne…
Pour désigner son cri, on dit que le canard cancane,, et l'onomatopée « coin-coin » est utilisée pour décrire ses vocalisations,,.
Le canard femelle adulte est la cane,, ; le jeune canard, le caneton,, ; le canard sauvage de l'année, ne maîtrisant pas encore son vol, le halbran,,.
| Caractéristique | Dénomination                   |
| --------------- | ------------------------------ |
| mâle            | canard ou malard               |
| femelle         | cane                           |
| jeune femelle   | canette                        |
| oisillon        | caneton, canardeau ou canichon |
| juvénile        | canardeau ou halbran           |

On peut distinguer plusieurs types de canards suivant leur mode de vie :
- les canards de surface (genres Anas, Aix, etc.) ;
- les canards plongeurs (genres Aythya, Netta, etc.) ;
- les canards piscivores de la sous-famille des merginés.

Certains d'entre eux sont des canards marins (genres Melanitta et Clangula).

## Exemples de canard

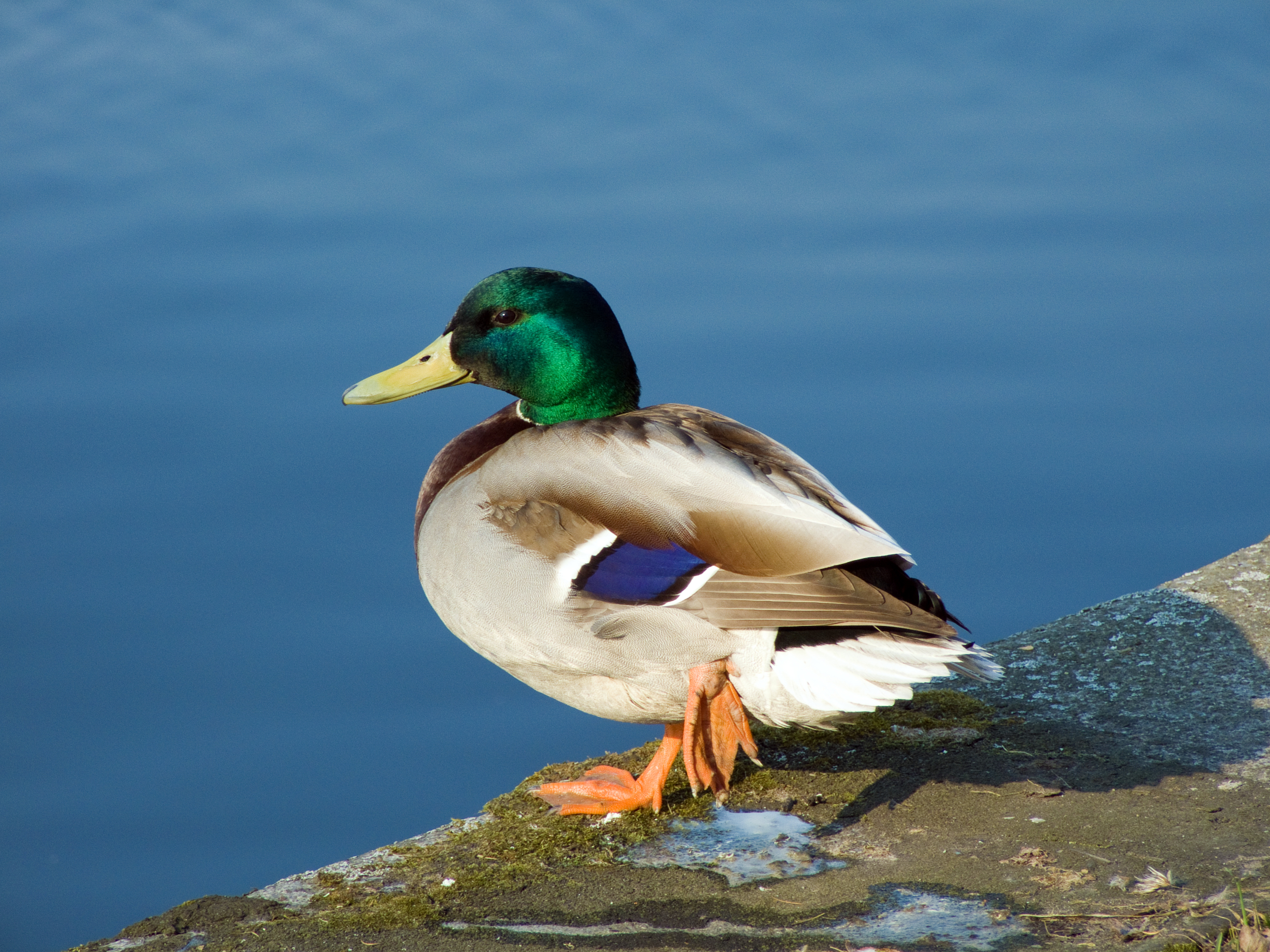
Mâle du canard colvert

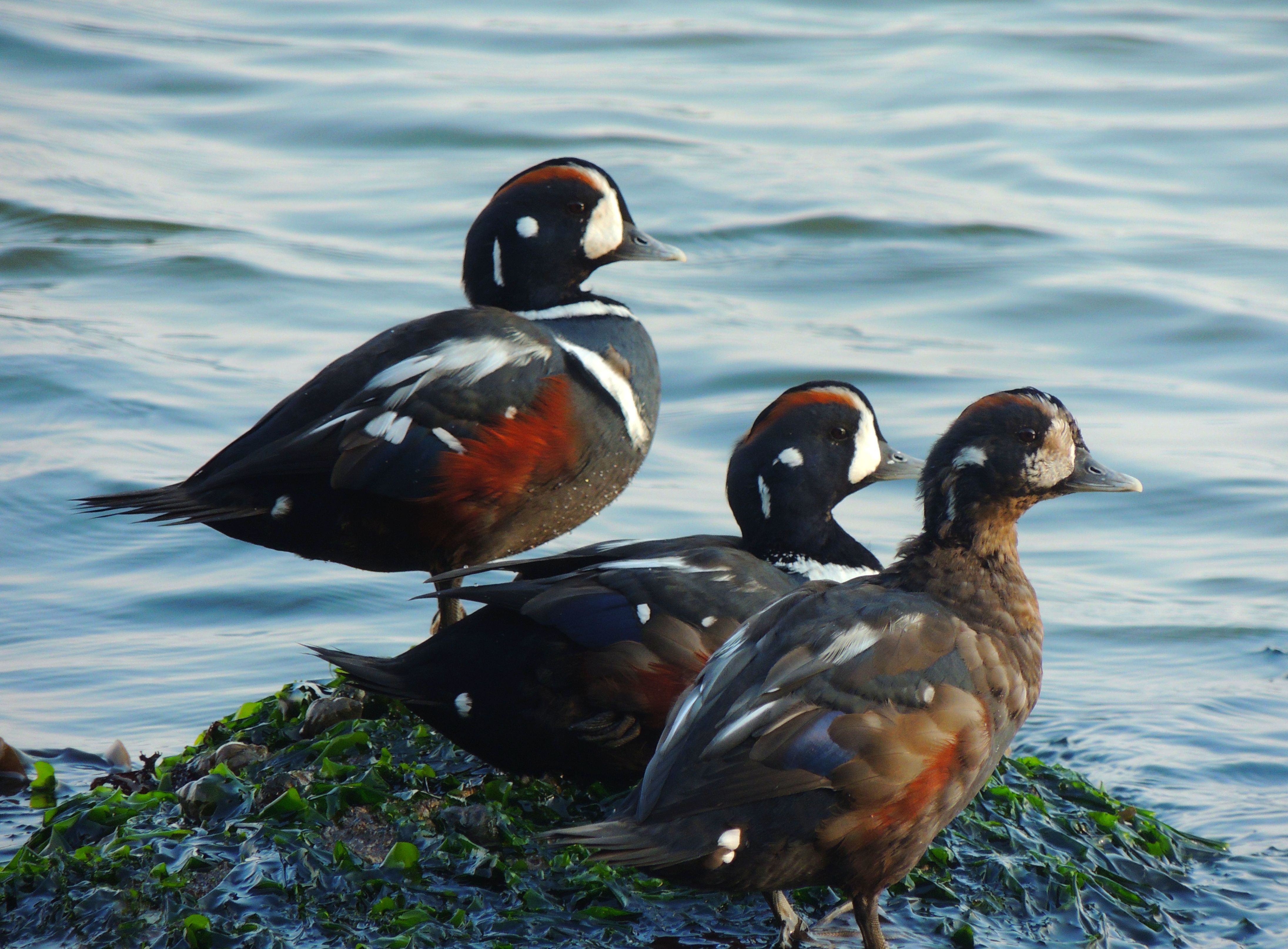
Canards arlequins.

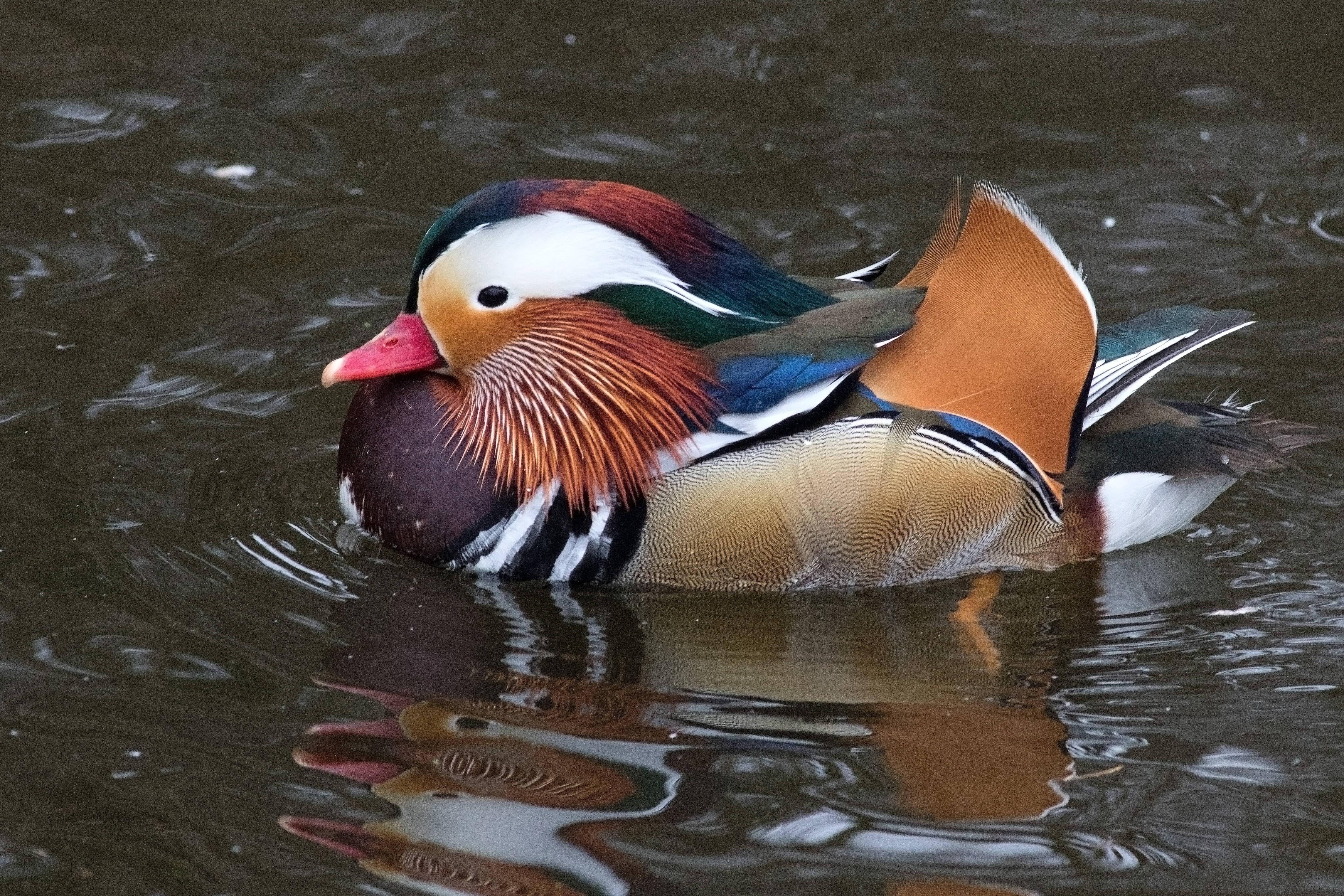
Canard mandarin

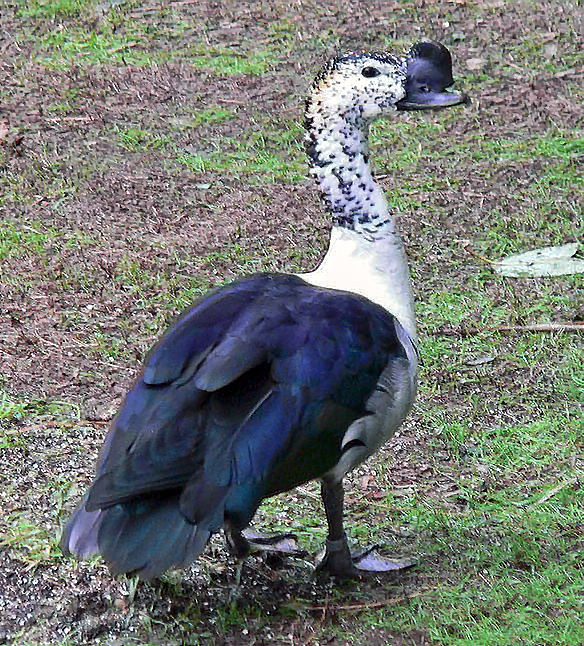
Canard-à-bosse bronzé.

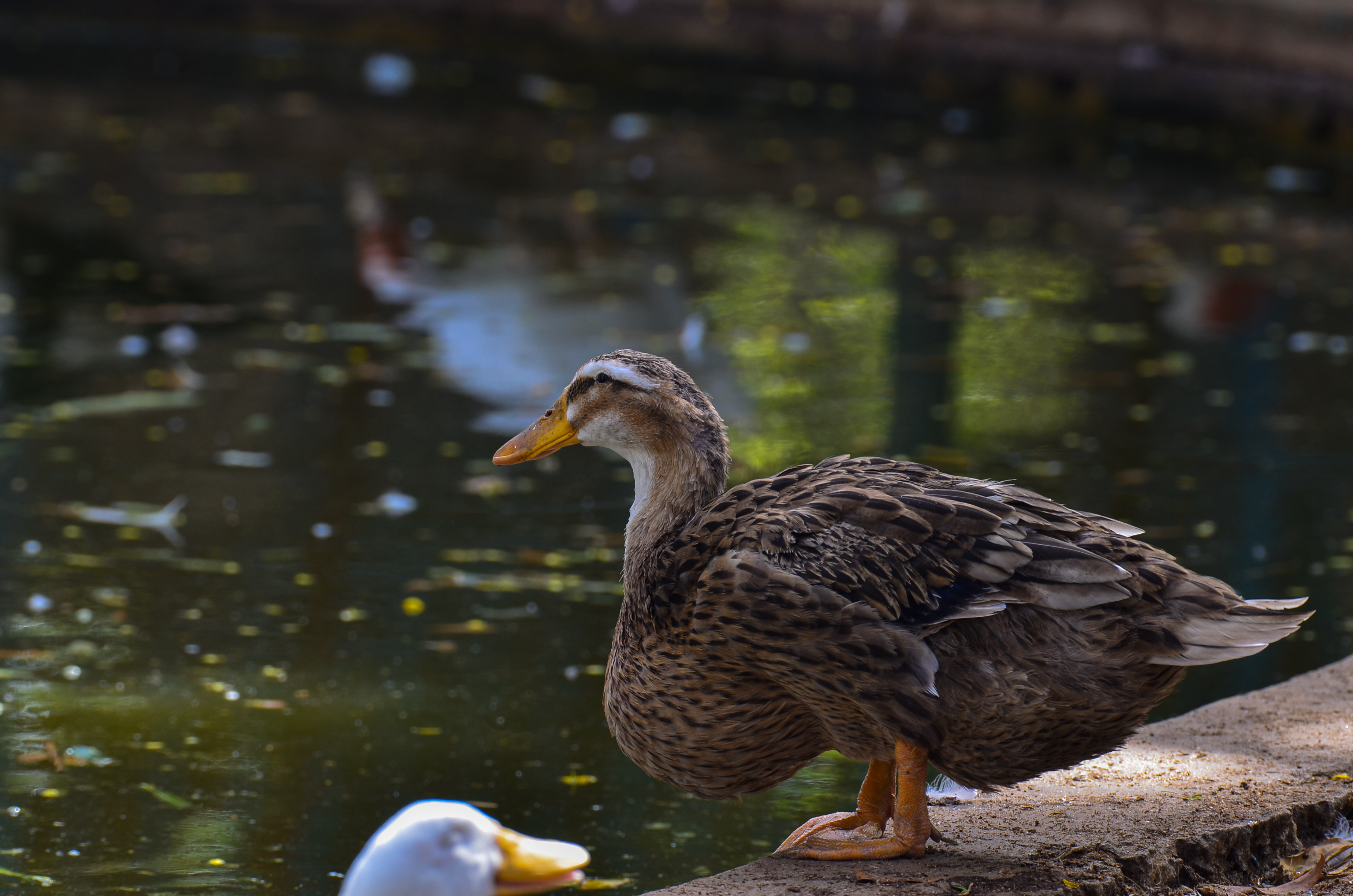
Femelle du canard colvert

Canard

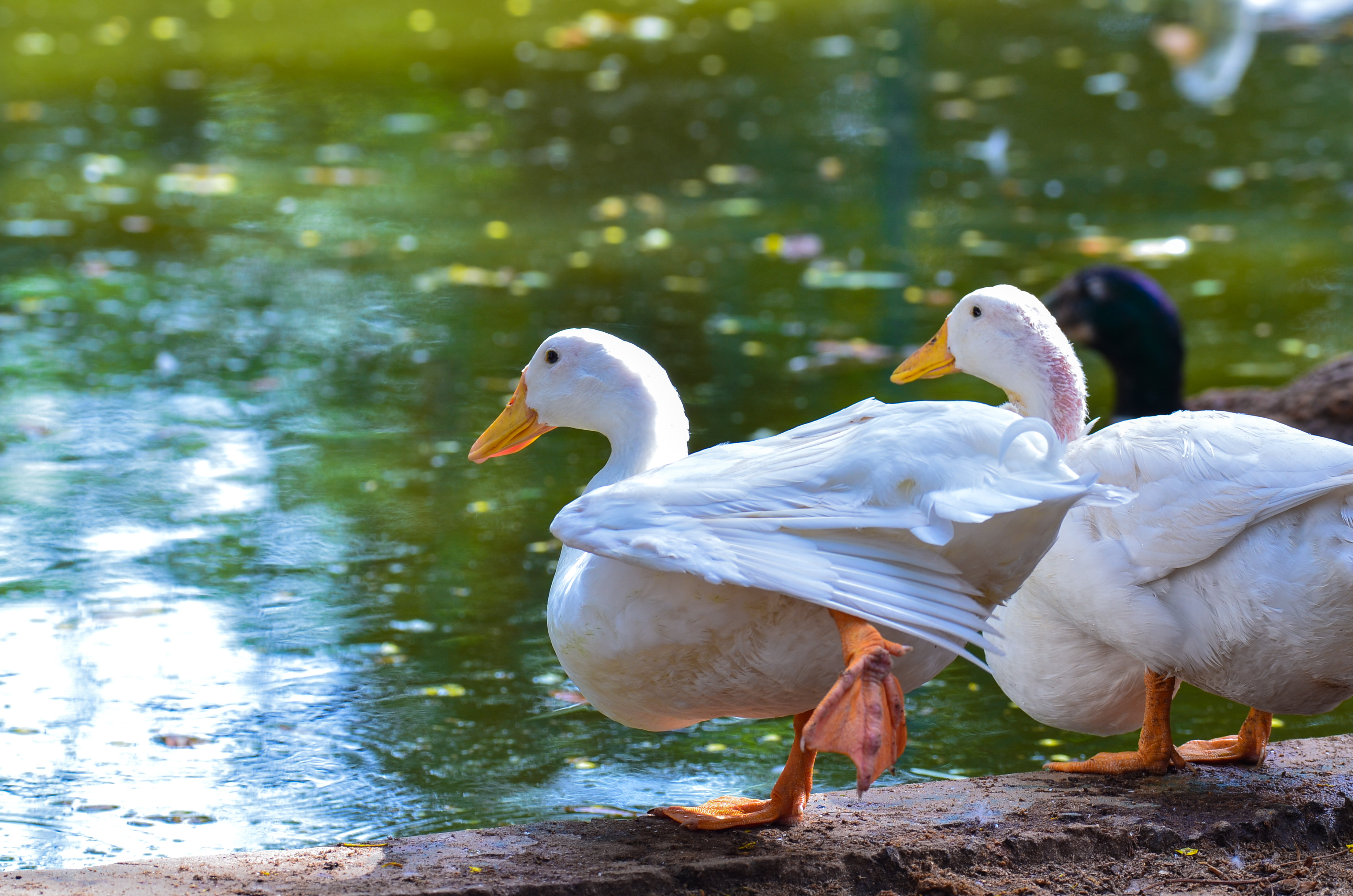
Canard à plumage blanc

- Le Canard amazonette (Amazonetta brasiliensis)
- Le Canard des Bahamas (Anas bahamensis)
- Le Canard bleu (Hymenolaimus malacorhynchos)
- Le Canard branchu ou Canard carolin (Aix sponsa) canard forestier d'Amérique du Nord
- Le Canard bridé (Anas rhynchotis)
- Le Canard brun (Anas fulvigula)
- Le Canard chipeau (Anas strepera)
- Le Canard colvert (Anas platyrhynchos) canard de surface, aussi appelé Canard mallard au Canada
- Le Canard d'Eaton (Anas eatoni)
- Le Canard mandarin (Aix galericulata), canard forestier
- Le Canard musqué ou canard muet  (Cairina moschata) canard pêcheur
- Le Canard noir (Anas rubripes)
- Le Canard noirâtre (Anas sparsa)
- Le Canard pilet (Anas acuta)
- Le Canard siffleur (Anas penelope)
- Le Canard de Smith (Anas smithii)
- Le Canard à sourcils (Anas superciliosa)
- Le Canard souchet (Anas clypeata)
- Le Canard spatule (Anas platalea)

## La chasse au canard
Le canard le plus chassé en Europe est le colvert. En 1998 en France, il était au 7e rang du tableau de chasse annuel avec 1 561 150 unités.
Les chasses pratiquées sont la chasse à l'affût, la chasse à l'appelant avec canard éjointé ou appeau et maquette. L'éjointage est cependant interdit en Europe depuis 2005. La chasse de nuit est légale en France mais interdite dans certains pays car certaines espèces peuvent se nourrir la nuit.

## Canard domestique

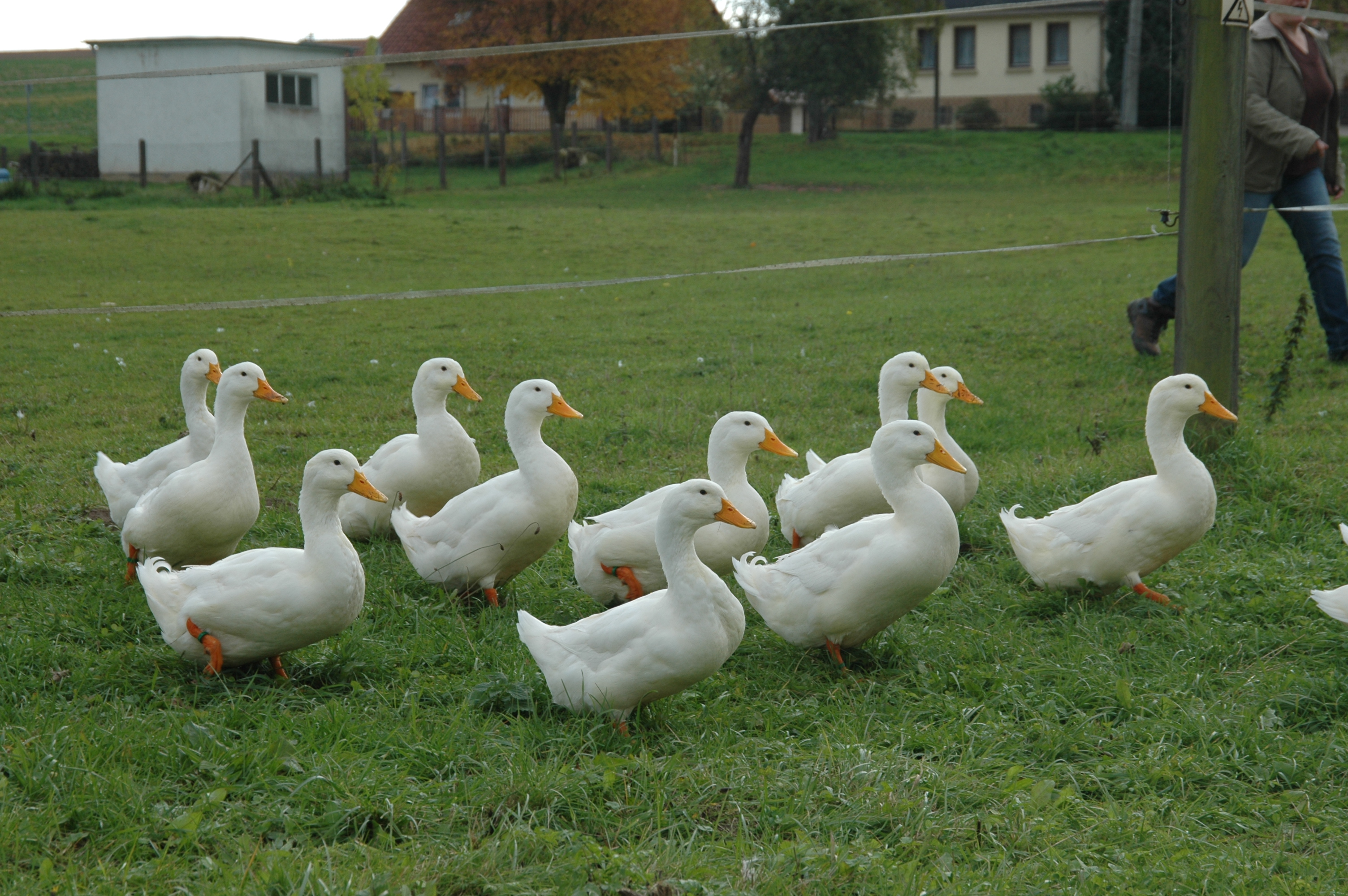
Canard de Pékin, domestiqué, originaire de Chine.

Le canard a été domestiqué comme volaille, ou espèce de basse-cour. On l'élève pour sa chair. Il faut distinguer les diverses races de canards domestiques, issues principalement de l'espèce Anas platyrhynchos, le canard colvert et sa variante domestiquée, le canard de Pékin, de l'espèce Cairina moschata, le canard de Barbarie, espèce domestiquée en Amérique du Sud. Ces deux espèces sont couramment hybridées pour produire le canard mulard (hybride stérile).
Le canard peut être accommodé de multiples façons, notamment :
- en cuisine française, le canard à l'orange, le canard aux navets, le canard aux olives, le canard en salmis, le magret de canard, le confit de canard,  la mousse de foie de canard au porto ;
- en cuisine chinoise, le canard pékinois, le canard laqué.

## Dans le langage

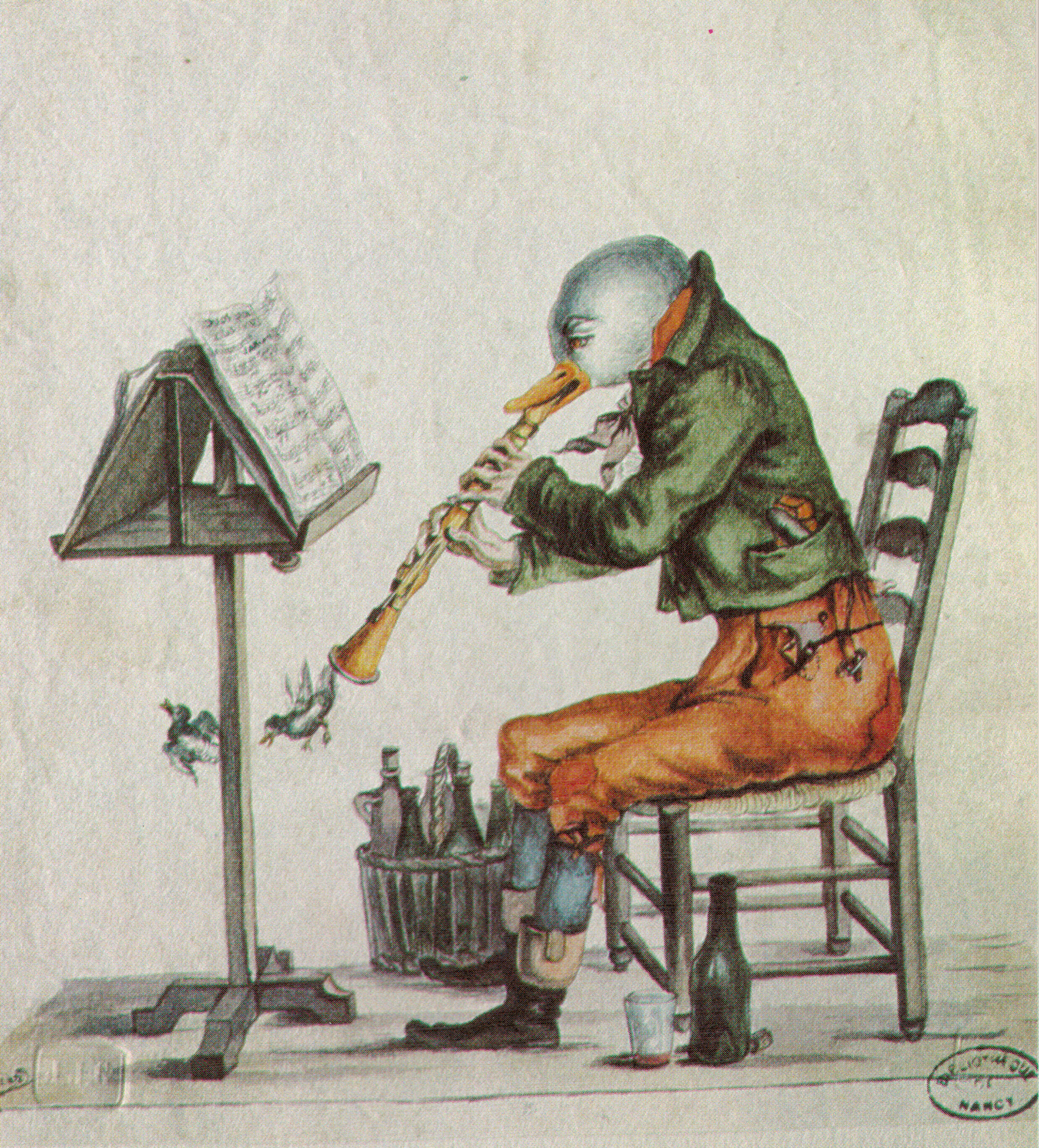
Dessin humoristique (plume et aquarelle) de Grandville, vers 1820, avec un canard anthropomorphe faisant des « canards » en jouant d'un instrument.

Le canard est utilisé dans de nombreuses expressions populaires, notamment :
- un canard est aussi une appellation maraichine pour un canal.
- faire le canard : se dit d'un individu adoptant, d'une manière générale ou lors d'une situation particulière, une attitude effacée voire totalement soumise. « Faire le canard » peut ainsi s'employer de la même manière que « faire profil bas » ou « ne pas faire de vague »[réf. nécessaire] ;
- un canard : une fausse nouvelle répandue par de mauvais journaux ; (en argot) : un journal ;
- ça ne casse pas trois pattes à un canard : se dit de quelque chose de moyen ou passable ;
- être le vilain petit canard : en référence au conte de Hans Christian Andersen, se démarquer négativement ;
- faire un canard : tremper un morceau de sucre dans le café ou dans une boisson alcoolisée ;
- faire un canard : en musique, jouer une fausse note, dissoner ;
- faire un canard : en surf, passer sous une vague avec sa planche pour aller rejoindre le line-up (le large) ;
- faire un canard : en plongée, technique d'immersion principalement pratiquée par des plongeurs amateurs ;
- il fait un froid de canard : il fait très froid[24] ;
- la marche en canard est :
  - un trouble de la marche (pointe des pieds tournée vers l'extérieur) dû à une torsion tibiale externe[25]
  - un exercice physique consistant à marcher en position accroupie
- sentir le petit canard à la patte cassée : sentir mauvais (Québec)[26].

## Symbolique
Le canard voyait son nom attribué au 5e jour du mois de prairial du calendrier républicain / révolutionnaire français, généralement chaque 24 mai du calendrier grégorien.